# Vittsjö
Vittsjö är en tätort i Hässleholms kommun i Skåne län. 

## Historia
Vittsjö är kyrkbyn i Vittsjö socken med kyrkan Vittsjö kyrka och var centralort i Vittsjö landskommun till den upplöstes 1973. Vittsjö var under 1900-talets första hälft en betydande pensionatsort. 

### Befolkningsutveckling
| Befolkningsutvecklingen i Vittsjö 1960–2020 | Befolkningsutvecklingen i Vittsjö 1960–2020 | Befolkningsutvecklingen i Vittsjö 1960–2020 | Befolkningsutvecklingen i Vittsjö 1960–2020 | Befolkningsutvecklingen i Vittsjö 1960–2020 |
| ------------------------------------------- | ------------------------------------------- | ------------------------------------------- | ------------------------------------------- | ------------------------------------------- |
|                                             |                                             |                                             |                                             |                                             |
| År                                          |                                             |                                             | Folkmängd                                   | Areal (ha)                                  |
| 1960                                        | 1960                                        |                                             | 1 152                                       |                                             |
| 1965                                        | 1965                                        |                                             | 1 351                                       |                                             |
| 1970                                        | 1970                                        |                                             | 1 445                                       |                                             |
| 1975                                        | 1975                                        |                                             | 1 745                                       |                                             |
| 1980                                        | 1980                                        |                                             | 1 880                                       |                                             |
| 1990                                        | 1990                                        |                                             | 1 852                                       | 257                                         |
| 1995                                        | 1995                                        |                                             | 1 785                                       | 257                                         |
| 2000                                        | 2000                                        |                                             | 1 724                                       | 266                                         |
| 2005                                        | 2005                                        |                                             | 1 691                                       | 264                                         |
| 2010                                        | 2010                                        |                                             | 1 665                                       | 265                                         |
| 2015                                        | 2015                                        |                                             | 1 787                                       | 326                                         |
| 2020                                        | 2020                                        |                                             | 1 796                                       | 326                                         |
|                                             |                                             |                                             |                                             |                                             |

## Samhället
Vittsjö har en mellanstadieskola upp till årskurs sex. När barnen sedan börjar högstadiet går de i Bjärnum-Vittsjö Centralskola. Vittsjö har även flera företag, affärer och restauranger. Under sommaren anordnas "Vittsjödagen", en marknad där olika invånare, föreningar och företag möts.
Vittsjö ligger utmed Markarydsbanan och inom ramen för Pågatåg Nordost ingår Vittsjö bland de orter som fick tågstopp december 2013.
I Vittsjö fanns en av få bevarade statyer av Vladimir Lenin. Den skänktes till handelsman Calevi Hämäläinen, som en gåva från de sovjetiska handelsmän han samarbetade med under flera år. 

### Bankväsende
Vittsjö hade tidigare en egen sparbank, Vittsjö sparbank  grundad 1867. Den fanns fram till 1990 när den uppgick i Sparbanken Skåne. Genom olika byten kom sparbankskontoret i Vittsjö att tillhöra Snapphanebygdens sparbank.
Skånska banken etablerade sig i Vittsjö år 1941. Skånska banken uppgick senare i Handelsbanken.
Handelsbanken stängde och lämnade sitt kontor obemannat den 1 juli 2016, även om man inte omedelbart lämnade lokalen. I december 2023 stängde även Sparbanken, varefter Vittsjö lämnades utan fysiska bankkontor.

## Idrott
I Vittsjö finns idrottsföreningen Vittsjö GIK, med ett fotbollslag i damallsvenskan, och karateföreningen Vittsjö Shotokan karateklubb.

## Kända personer

### Födda i Vittsjö
- Bildsköne Bengtsson, brottsling
- Fredrik Ljungberg, fotbollsspelare
- Alexander Nede, innebandyspelare
- Karl-Johan Tyrberg, biskop
- Robin Gustavsson, f.d polischef och kommunalråd
- Magnus Tyrso, f.d Årets Vittsjöbo och jobbade på Ica

### Bosatta i Vittsjö
- Rudolf Caracciola, racerförare, bosatt sommartid i Vittsjö under 1940- och 1950-talen[9][10]
- Gustav Fridolin, språkrör för Miljöpartiet (uppvuxen i Vittsjö)
- Per-Ola Karlsson, Sveriges längsta man och före detta basketspelare
- Peps Persson, sångare, gitarrist, munspelare och låtskrivare
- Gunhild Sehlin, barnboksförfattare som var bosatt och jobbade i Vittsjö
- Olof Stenhammar, finansman